# Adiós (pel·lícula de 2019)
Adiós és una pel·lícula espanyola de suspens dirigida per Paco Cabezas i estrenada en 2019. És protagonitzada per Mario Casas, Natalia de Molina i Ruth Díaz.
La pel·lícula ha estat escrita per Carmen Jiménez i José Rodríguez. Té una durada de 114 minuts i no està recomanada per a menors de 16 anys. El film va aconseguir tres nominacions als Premis Goya 2020, sense aconseguir finalment cap estatueta.

## Argument
Juan (interpretat per Mario Casas) és un pres que aconsegueix el tercer grau per a anar a la comunió de la seva filla. En arribar al seu barri, Las 3.000 Viviendas de Sevilla, s'adona de la violència que hi ha als seus carrers. La mort de la seva filla el mateix dia de la seva comunió destapa un entramat de corrupció policial i narcotràfic.
Eli (interpretada per Ruth Díaz), una inspectora, serà l'encarregada de portar el cas de la mort de la nena però haurà de lluitar contra els recels del sector policial i de Juan, el pare de la nena, que vol prendre's la justícia per la seva mà.

## Repartiment
- Mario Casas com Juan Santos
- Natalia de Molina com Trini
- Ruth Díaz com Eli
- Carlos Bardem com Manuel Santacana
- Vicente Romero com Andrés Santos
- Mona Martínez com María Santos
- Paulina Fenoy com Estrella
- Mauricio Morales com Chico Santos
- Sebastián Haro com Barroso.[5]

## Producció
El barri sevillà Las 3.000 Viviendas, és el lloc triat per al retorn de Paco Cabezas a la seva terra, Sevilla. Establert professionalment als Estats Units, on ha dirigit, juntament amb Nicolas Cage, la pel·lícula Tokarev, a més d'una gran quantitat d'episodis de la sèrie televisiva Penny Dreadful, torna a un lloc apassionant en el dramàtic, en el social i en el cultural, Las 3.000. Adiós reuneix el social, l'emocional i l'espectacular, i presenta un disseny de producció que clava el drama d'un barri molt singular.
El guionista de la pel·lícula, José Rodríguez, repartia pastissos pels pobles de Sevilla. A Paco Cabezas li va arribar el seu guió i li va encantar pel que es va voler posar en contacte amb ell. Les dues primeres anomenades van resultar debades ja que José Rodríguez penjava al director pensant que era algun amic seu i que estava fent conya.
Paco Cabezas va voler tornar a la seva ciutat després d'haver participat en sèries com Into the Badlands, Penny Dradful o Fear The Walking Dead, amb l'experiència que ha adquirit amb aquests projectes. Així, el director sevillà torna al seu Sevilla natal per a contar una història de “la seva terra” que tingués projecció internacional.
Paco Cabezas incorpora sempre un amulet en totes les seves pel·lícules. Es tracta d'un gat dels quals mouen el braç dels xinesos, s Adiós forma part de l'altar de la nena. La pel·lícula va començar el rodatge el 18 de febrer del 2019, les seves localitzacions inclouen dos llocs d'Andalusia, Sevilla, on es va rodar la major part del temps, i durant dos dies van traslladar el rodatge a Màlaga. A penes dos mesos més tard, finalitza el rodatge de la pel·lícula, el dia 10 d'abril de 2016.
La banda sonora original d' Adiós ha estat composta per la madrilenya Zeltia Montes, però el tràiler compta amb centellejos d'altres cançons com Me Quedo Contigo, de Los Chunguitos interpretada per Rocío Márquez; o Abre la puerta de Triana. A més compta amb la cançó Un largo viaje, escrita per José Rodríguez i Fernando Vacas i que està interpretada per Rosalía. Un largo viaje es va gravar abans de la pel·lícula però la lletra de la cançó semblava il·lustrar aquesta trama, la imatge i la música conten la història, no necessita més explicacions.

## Llançament
La pel·lícula no està recomanada per a menors de 16 anys i fou estrenada a Espanya el 22 de novembre de 2019.

## Premis
| Categoria                    | Receptor          | Resultat |
| ---------------------------- | ----------------- | -------- |
| Millor actriu de repartiment | Mona Martínez     | Nominada |
| Millor actriu de repartiment | Natalia De Molina | Nominada |
| Millor actriu revelació      | Pilar Gómez       | Nominada |

| Categoria                | Receptor                             | Resultat   |
| ------------------------ | ------------------------------------ | ---------- |
| Millor actriu secundària | Natalia de Molina                    | Guanyadora |
| Millor actriu secundària | Mona Martínez                        | Nominada   |
| Millor música            | Alberto Iglesias                     | Nominat    |
| Millor muntatge          | Luis de la Madrid Miguel Ángel Trudu | Guanyadors |

| Categoria                    | Receptor           | Resultat  |
| ---------------------------- | ------------------ | --------- |
| Millor actriu de repartiment | Mona Martínez      | Nominada  |
| Millor música original       | Zeltia Montes      | Nominada  |
| Millor tràiler               | Miguel Ángel Trudu | Guanyador |